# Bob Brunning
Robert "Bob" Brunning (n. 29 de junio de 1943, Bournemouth, Inglaterra - f. 18 de octubre de 2011, Londres, Inglaterra) fue un músico, profesor y escritor inglés conocido por haber sido el primer bajista de la banda Fleetwood Mac. Luego de estar solo un par de meses en ese puesto, fue despedido y se dedicó desde entonces a enseñar en varios colegios ingleses y con el pasar de los años escribió notables libros sobre la carrera de la banda, como también algunos artículos sobre blues rock y la música en general.

## Historia
Cuando Peter Green decidió fundar una nueva banda llamó en primera instancia al bajista John McVie, compañero y amigo de él en John Mayall & the Bluesbreakers. Sin embargo, y por asuntos contractuales con John Mayall, McVie no pudo integrar el grupo y por ello Bob fue llamado para cumplir dicha labor, pero solo por el tiempo que duraba el contrato de McVie con Mayall. Tras la llegada de McVie fue despedido como habían acordado, pero antes participó tocando el bajo en la canción «Long Grey Mare» del álbum Fleetwood Mac de 1968.
Luego ingresó a Savoy Brown pero solo por un par de meses hasta fines de 1968. Tras ello se dedicó a enseñar en varios colegios ingleses, iniciándose en el The College of St. Mark & St. John de Chelsea. Dicha carrera duró treinta años, en los cuales fue director en la primaria Clapham Manor de Lambeth durante los años ochenta y en la primaria Churchill Gardens de Pimlico en la década siguiente. A su vez siguió con su carrera musical como bajista y en ocasiones como guitarrista en bandas como Tramp, Brunning Sunflower Blues Band y en DeLuxe Blues Band.
Ya en los años noventa inició su carrera como escritor, publicando varios artículos sobre música y algunos libros enfocados en la carrera de Fleetwood Mac como Fleetwood Mac: The First 30 Years de 1998 y The Fleetwood Mac Story: Rumours and Lies años después.
El 18 de octubre de 2011 falleció de un ataque al corazón en la ciudad de Londres, convirtiéndose en el primer miembro de Fleetwood Mac en morir.